# نیدردورنباخ
نیدردورنباخ (به آلمانی: Niederdürenbach) یک شهر در آلمان است که در اهرویلر واقع شده‌است. نیدردورنباخ ۹۹۷ نفر جمعیت دارد.